# Никельгексагидрит (минерал)
Никельгексагидрит — минерал семейства сульфаты. Кристаллы микроскопические, пластинчатого облика, размером до 0.01 мм, образующие незакономерные агрегаты и корки. Вторичный, кристаллизуется из рудничных вод.
Впервые установлен в 1959 году в карьере рудника Северный Cu-Ni-месторождения Норильск-I (Норильский рудный район), Красноярский край, Восточная Сибирь, Россия).